# 7 Rooms of Gloom
7 Rooms of Gloom, ook wel bekend als Seven Rooms of Gloom, is een hitsingle van de Amerikaanse soul- en R&B-groep The Four Tops. Het nummer was de eerste single van de groep uit een reeks van singles die niet de top tien op de poplijst in de Verenigde Staten wist te bereiken, sinds de #4 notering van zijn voorganger Bernadette. Het zou tot en met 1972 duren tot The Four Tops, met het nummer Keeper of the Castle, weer een top tien hit in hun geboorteland hadden. De hoogste notering die 7 Rooms of Gloom in de Verenigde Staten wist te bereiken was #14. Daarnaast haalde het nummer ook de top twintig op de R&B-lijst, in het Verenigd Koninkrijk en in Ierland en de top 30 in Nederland en Canada.
7 Rooms of Gloom was net als zijn drie voorgangers, Bernadette, Standing in the Shadows of Love en Reach Out, I'll Be There, in dezelfde, meer volwassen, stijl geschreven dan nog eerdere nummers van The Four Tops als I Can't Help Myself en It's the Same Old Song. Al deze nummers, en dus ook 7 Rooms of Gloom, werden geschreven door het succesvolle songwriterstrio Holland-Dozier-Holland. Het was een van de laatste singles van de groep die door hen geschreven werd. Het onderwerp van 7 Rooms of Gloom is dat de verteller, leadzanger Levi Stubbs in de originele versie, alleen in zijn huis zit, hopend dat zijn geliefde terug bij hem komt. Hij hoopt dat het zo snel mogelijk is, omdat hij naar haar verlangt, maar dat als het moet hij gewoon op haar blijf wachten. De instrumentatie tijdens de opname van 7 Rooms of Gloom werd, zoals bij bijna alle Motown nummers, verzorgd door de studioband The Funk Brothers. De akkoorden die de muzikanten zijn geschreven in een gothic stijl.
7 Rooms of Gloom werd later onder andere gecoverd door de rockband Blondie. Haar versie van het nummer verscheen op haar album Eat to the Beat. Het is echter geen studio-opname, maar een liveversie van het liedje. 7 Rooms of Gloom verschijnt overigens niet op elke uitgave van Eat to the Beat. Ook Pat Benatar nam een eigen versie op. De originele versie van 7 Rooms of Gloom, die van The Four Tops, is afkomstig van hun meest succesvolle album Reach Out. De B-kant van de single is het nummer I'll Turn to Stone. Ook dit nummer verschijnt op datzelfde album. I'll Turn to Stone is de enige B-kant van een single van The Four Tops die zelf ook op de hitlijsten terecht wist te komen. Het nummer wist de #76-positie op de poplijst van de Verenigde Staten te bereiken en de #50-notering op de R&B-lijst uit hetzelfde land.

## Bezetting
- Lead: Levi Stubbs
- Achtergrond: Abdul "Duke" Fakir, Lawrence Payton, Renaldo "Obie" Benson en The Andantes
- Instrumentatie: The Funk Brothers
- Schrijvers: Holland-Dozier-Holland
- Productie: Brian Holland & Lamont Dozier